# Tyler Bey
Tyler Bey (ur. 10 lutego 1998 w Las Vegas) – amerykański koszykarz, występujący na pozycjach rzucającego obrońcy lub niskiego skrzydłowego.
25 sierpnia 2021 zawarł umowę z Houston Rockets. 17 września został zwolniony. 26 września 2021 podpisał kolejną umowę z klubem, zarówno na występy w NBA, jak i zespole G-League – Rio Grande Valley Vipers. 13 października opuścił klub.

## Osiągnięcia
Stan na 20 października 2021, na podstawie, o ile nie zaznaczono inaczej.
NCAA
- Obrońca roku konferencji Pac-12 (2020)[7]
- Największy postęp konferencji Pac-12 (2019)
- MVP turnieju MGM Grand Main Event (2020)
- Zaliczony do:
  - I składu:
    - Pac-12 (2019)
    - defensywnego Pac-12 (2020)

  - II składu Pac-12 (2020)
- Zawodnik kolejki Pac-12 (11.03.2019)